# Holding (futbol amerykański)
Holding, trzymanie – przewinienie w futbolu amerykańskim powstające w sytuacji, gdy zawodnik chwyta lub ciągnie za ubranie przeciwnika bez piłki, uniemożliwiając mu poruszanie się po boisku.
Jedyną dozwoloną formą blokowania zawodnika nie niosącego piłki jest odpychanie rękami na całym ciele oprócz głowy i w większości sytuacji pleców (jest to wtedy faul – blok w plecy).
Oprócz chwytania i ciągnięcia za koszulkę zalicza się objęcie obrońcy ręką i próbę uwięzienia go w tym chwycie. Najczęściej popełniany, gdy zawodnik faulowany chce biec w kierunku akcji, a blokujący, który nieudolnie wykonał blok, ratuje się przez uwięzienie i nieprzepisowo wstrzymuje obrońcę przed pościgiem za akcją.

## Holding w ataku
Najczęściej holding, czyli przytrzymanie ma miejsce wśród liniowych ataku. Niekiedy robią to świadomie licząc, że sędzia w nie dostrzeże faulu. Przy ochronie rozgrywającego w celu umożliwienia mu podania liniowi często popełniają ten faul (to jeden z najczęstszych fauli), kiedy za wszelką cenę próbują powstrzymać napierających obrońców. Dochodzi wtedy do chwytania, ciągnięcia za koszulkę lub objęcia ręką i próby uwięzienia obrońcy.

## Holding w obronie
Ten faul w obronie jest rzadkością, ale mimo wszystko może mieć miejsce. Dochodzi do niego najczęściej wtedy gdy zawodnik uprawniony do łapania piłki wybiega na ustaloną w zagrywce ścieżkę, aby w pewnym jej etapie otrzymać piłkę, a któryś z obrońców łapie go za koszulkę lub obejmuje uniemożliwiając w nieprawidłowy sposób wykonanie tej ścieżki przez łapiącego (zawodnika ataku).